# Markenimagekonfusion
Markenimagekonfusion – zumeist wird vereinfachend von Markenkonfusion gesprochen – „beschreibt einen Geisteszustand, in dem der Nachfrager Informationsverarbeitungsprobleme hinsichtlich der Nutzung von Marken bei Kaufentscheidungsprozessen bewusst wahrnimmt. Die Marken wirken auf den Nachfrager verwirrend, da sie als unklar, ähnlich bzw. nicht glaubwürdig wahrgenommen werden.“ Markenkonfusion kann sowohl gedächtnis- als auch stimulusbasiert auftreten.

## Hintergrund zur Begriffsentstehung
Marken wirken heute häufig dysfunktional, das heißt, sie versagen darin, dem einkaufsgestressten Nachfrager bei den zu treffenden Auswahlentscheidungen eine Hilfe zu sein. Der Nachfrager greift zwar bei seiner Auswahlentscheidung auf die Institution Marke in Form von im Gedächtnis abgespeicherten Markenimages zurück, doch die aktivierten Markenbilder empfindet er als verwirrend. Die Einkaufsentscheidung wird in Folge nicht mehr markengeleitet getätigt, sondern Ersatzinstitutionen nehmen den Platz der Marke ein, häufig ist dies der Preis. Eine weitere, häufig zu beobachtende Reaktion auf Markenimagekonfusion ist der Kaufabbruch.

## Begriffserklärung
Ausdrücklich sei erwähnt, dass in der Literatur häufig nicht der Begriff Markenimagekonfusion, sondern Markenkonfusion oder brand confusion (englisch) benutzt wird. Diese Begriffswahl scheint aber aus zweierlei Gründen unglücklich:
Zum einen besteht in der Literatur Einigkeit darüber, dass das Wahrnehmungsbild einer Marke als Image bezeichnet wird. Das Phänomen einer konfusen Markenwahrnehmung impliziert folglich, dass nicht die Marke, sondern das Image, welches der Nachfrager von der Marke besitzt, konfus ist.
Zum anderen wird der Begriff Markenkonfusion schon im Rahmen der Konsumentenverwirrtheitsforschung verwendet. Es beschreibt dort das Phänomen einer unbewussten Verwechselung einer Originalmarke mit einem Nachahmerprodukt. Der Nachfrager besitzt gerade kein konfuses, sondern ein klares, sein Verhalten lenkendes Markenimage (Kaufpräferenz für eine bestimmte Marke); aufgrund einer Verwechselung kauft der Nachfrager allerdings nicht wie beabsichtigt die Originalmarke, sondern ein Nachahmerprodukt. Da dieses Phänomen insbesondere im Rahmen gerichtlicher Schutzrechtsverfahren von Relevanz ist, versteht Kapferer (1995) Markenkonfusion primär als ein urheberschutzrechtliches Konstrukt. Der Begriff sollte daher nicht zur Beschreibung des Phänomens einer konfusen Markenwahrnehmung Verwendung finden.